# ГЕС Taechon 2
ГЕС Taechon 2 – гідроелектростанція у західній частині Північної Кореї. Знаходячись між ГЕС Taechon 1 та ГЕС Taechon 3 (15 МВт), входить до складу каскаду у сточищі річки Taeryong, яка впадає праворуч до естуарію Чхончхонган (відкривається у Західно-Корейску затоку Жовтого моря). 
В межах проекту ліву притоку Taeryong перекрили бетонною греблею Taechon (태천). Утримуване нею водосховище поповнюється за рахунок власного стоку, а також деривації ресурсу із річки Chungman-gang (ліва притока Ялуцзян, яка впадає у те саме Жовте море) через згадану вище ГЕС Taechon 1.  
Машинний зал станції облаштували у підземному виконанні, при цьому вихід двох відвідних тунелів знаходиться за 0,5 км від греблі. У залі встановлене обладнання загальною потужністю 225 МВт, що становить найбільший показник у каскаді.
Спорудження ГЕС почалось в 1981-му та завершилось введенням у експлуатацію в 1987-1988 роках.
В кінці 1990-х на греблі Taechon провадились роботи зі зміцнення (нарощування товщини та висоти).
Вироблена продукція видається за допомогою ЛЕП напругою 110 кВ, котрі прокладені від найпотужнішої північнокорейської ГЕС Супун.